# Kamisato
Kamisato (jap. 上里町 Kamisato-machi) – miasto w Japonii, na wyspie Honsiu, w prefekturze Saitama. Według danych na rok 2020 miejscowość zamieszkiwało 30 343 mieszkańców , a gęstość zaludnienia wyniosła 1039,9 os./km².